# Sita Sings the Blues
Sita Sings the Blues (Sita canta el blues) es una película de animación de 2008 escrita, dirigida, producida y animada completamente por la artista estadounidense Nina Paley (con la excepción de alguna animación de lucha por Jake Friedman en la escena de la "Batalla de Lanka"). La película fue hecha principalmente usando computación gráfica 2D y animación Flash.
Entremezcla eventos del Ramayana, una discusión, alegre pero conocedora del fondo histórico, por un trío de marionetas de sombra de hindúes, interludios musicales vocalizados con pistas de Annette Hanshaw y escenas de la propia vida del artista. La antigua trama mitológica y la biográfica moderna son historias paralelas, compartiendo numerosos temas.

## La trama
La película se desenvuelve en dos mundos simultáneamente. Por un lado cuenta la historia de Sita en el Ramayana, y por otro cuenta la historia de la autora, Nina Paley, en un momento crítico de su vida. Ambas historias están entremezcladas en la película.

### El Ramayana
La película utiliza una adaptación minimalista de la leyenda que conserva muchos de sus detalles más finos mientras que adopta una perspectiva comprensiva hacia Sita; en palabras de la directora, la película es "un cuento de verdad, justicia y el grito de una mujer por la igualdad de trato".
La trama se une a la leyenda en el exilio del príncipe Rama de la corte de su padre, a instancias de Kaikeyi, la reina favorita de su padre. Después de haber ganado el derecho de cualquier favor, por haber salvado la vida del rey, Kaikeyi intenta garantizar la herencia de su hijo sobre Rama, el mayor y el favorito, ordenando que sea desterrado de la corte. Sita, la esposa de Rama, decide acompañar a su querido esposo, aunque los bosques son peligrosos y cubiertos totalmente con demonios y espíritus malignos. El rey demonio Ravana, alentado por su rencorosa hermana ogra, oye de la belleza de Sita y decide raptarla. Él envía a un ciervo dorado lejos de su morada para distraer a Rama, que intenta impresionar a Sita por la caza del ciervo en el bosque. En su ausencia, Ravana secuestra a Sita y exige que se someta a él bajo pena de muerte. Sita sigue incondicionalmente devota de Rama y se niega a hospedar la idea; Ravana establece un plazo para el ultimátum y Sita espera fielmente a Rama para rescatarla.
Ayudado por el príncipe mono Hanuman, Rama finalmente Descubre la ubicación de Sita y trae al ejército de monos para ayudar en su rescate. Ravana es asesinado y Sita restaurada a su marido, aunque él expresa serias dudas sobre su fidelidad durante su encierro. Ella se somete a sí misma a un juicio por fuego, una prueba de su pureza; al arrojarse a las llamas, ella inmediatamente es rescatada por los dioses, quienes proclaman su devoción y fidelidad.
Ella acompaña a Rama de regreso al Palacio y pronto queda embarazada. Todavía dudas persistentes juegan en la mente de Rama, sin embargo y después de oír por casualidad a uno de sus súbditos golpeando y ejecutando a una consorte infiel (clamando que él no es Rama para aceptar y perdonar su infidelidad), ordena a su reacio hermano Lakshman a abandonar a Sita en el bosque. En compañía de ascetas, ella da a luz a sus hijos y los hace crecer para amar y alabar a su padre ausente. Años más tarde, Rama escucha sus himnos de adoración a su padre y localiza su morada. Afligida y decepcionada por su reencuentro con Rama, Sita ora a la madre Tierra que la trague como prueba definitiva de su pureza y devoción y la oración es contestada debidamente, a pesar de las súplicas de Rama y Lakshman.

### Paralelo contemporáneo
En un episodio de la propia vida de la directora, la animadora Nina Paley comienza la película viviendo felizmente en un apartamento de San Francisco con su marido y su gato. Entonces, su marido acepta el ofrecimiento de un contrato por seis meses en Trivandrum, India, y para ocupar el puesto, se muda allá solo. Después de varios meses de muy poco contacto, llama para informar a su esposa que el contrato ha sido extendido.
Desconcertada por su indiferencia insensible a su separación, Nina subarrienda su apartamento, abandona su querido gato y se une a su marido en la India. A su llegada él se muestra profundamente no entusiasmado a estar reunidos y no demuestra afecto ni interés sexual. Un tiempo después, Nina vuela a una reunión en Nueva York, donde recibe un breve correo electrónico de su esposo diciéndole que su relación ha terminado. Triste y sola, se queda en Nueva York, encontrando consuelo en un nuevo gato y su estudio del Ramayana.

## Estilo y narrativa
La película utiliza varios estilos diferentes de animación para separar e identificar las narrativas paralelas.

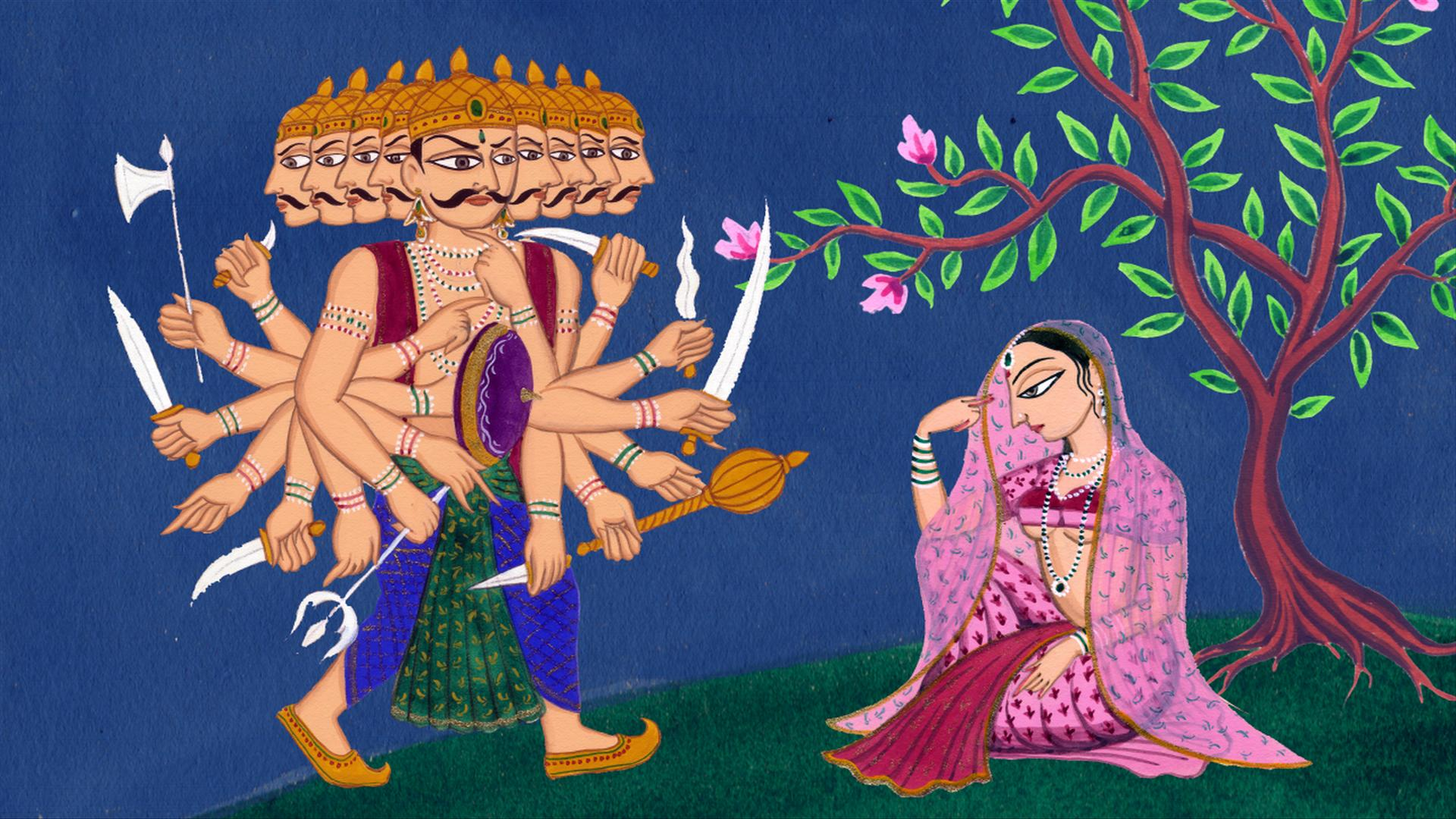
Ravana se acerca a Sita durante su cautiverio.

### Episodios delRamayana
Los episodios con el diálogo del Ramayana son representados con figuras pintadas con los personajes de perfil, que se asemejan fuertemente a la tradición India del siglo XVIII de la pintura rajputa. El estilo de Rajputa de pintura de pincel era representado principalmente en los manuscritos y comúnmente empleado en la narración de épica como la del Ramayana. En la película sirven como un estilo más tradicional de la narración dramática, aunque el diálogo es frecuentemente irónico, inapropiadamente moderno o de lo contrario con humor.
El fondo de cada escena es generalmente estático y las posturas de cada personaje son mantenidas, con el movimiento logrado simplemente mediante el transporte del personaje a través de la pantalla en su postura fija. El habla es representada alternando el conjunto de posturas de la cara con una versión ligeramente licuada donde la mandíbula está más abajo.

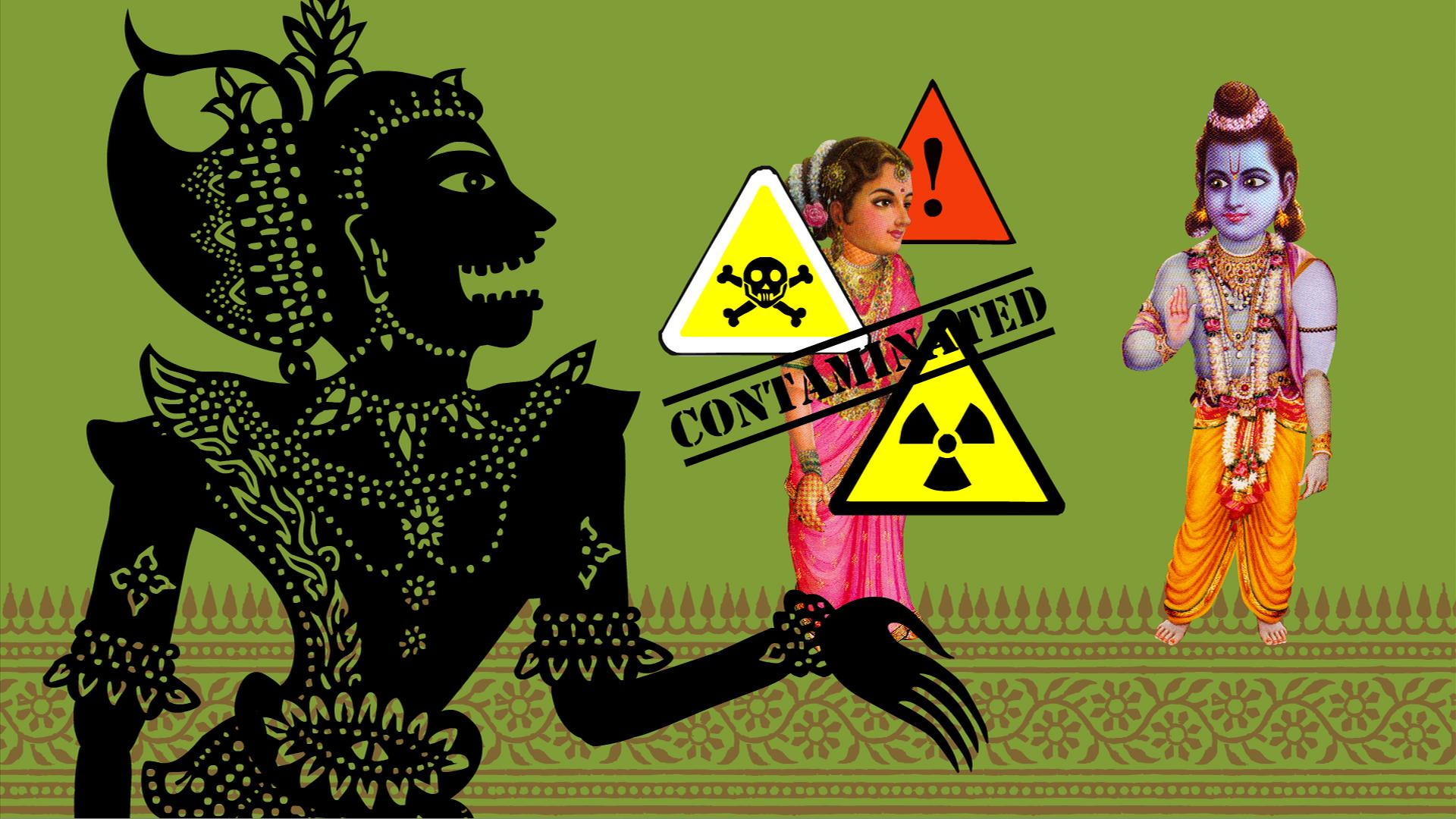
Los títeres de sombra narradores discuten la actitud de Rama hacia Sita después de su juicio por fuego.

### Narración y discurso sobre el Ramayana
Aseem Chhabra, Bhavana Nagulapally, y Manish Acharya proveyeron las voces de las tres siluetas, de títeres de sombra hindúes tradicionales. Ellos enlazan episodios del Ramayana con una discusión alegre, improvisada, de sus impresiones personales y el conocimiento de la épica. Ofrecen un contexto y comentario para la historia, que tiene innumerables encarnaciones y variaciones regionales.
Las voces son claramente contemporáneas y algo irreverentes, a diferencia de sus visualizaciones, que además establece el tema de contraste entre "la antigua tragedia y la comedia moderna"; El títere de sombra Chhaya Natak, por ejemplo, fue comúnmente utilizado en narraciones del Ramayana.
Durante estas secciones, las ideas y las contradicciones planteadas en el transcurso de los debates de las marionetas se visualizan en las composiciones fotográficas animadas en el fondo.

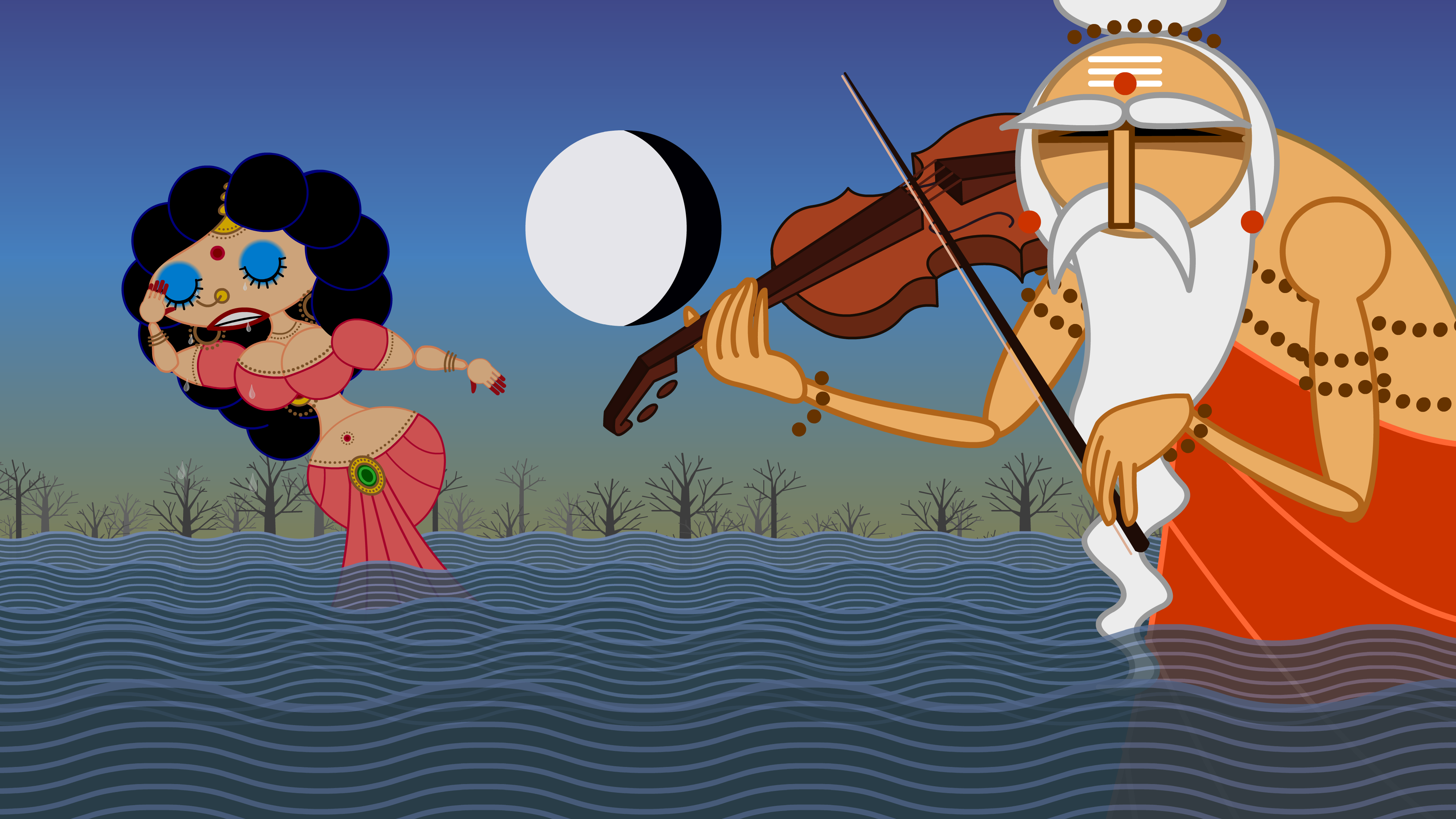
Sita lamenta su privación de su marido y su comportamiento insensible hacia ella.

### Episodios musicales del Ramayana
Son visualizados episodios, con ciertas canciones interpretadas por la cantante de jazz Annette Hanshaw, con Sita como la cantante, utilizando la técnica sorprendentemente moderna de animación de gráfico vectorial.
El hábil y audaz estilo – impulsado por el software de animación digital – está en contradicción con la calidad algo rústica de las viejas grabaciones musicales, pero permite una estrecha sincronización con la voz. El movimiento de  desplazamiento lateral suave, repetitivo que lleva a cabo, asiste en separar el episodio musical de la más consistente trama narrativa.

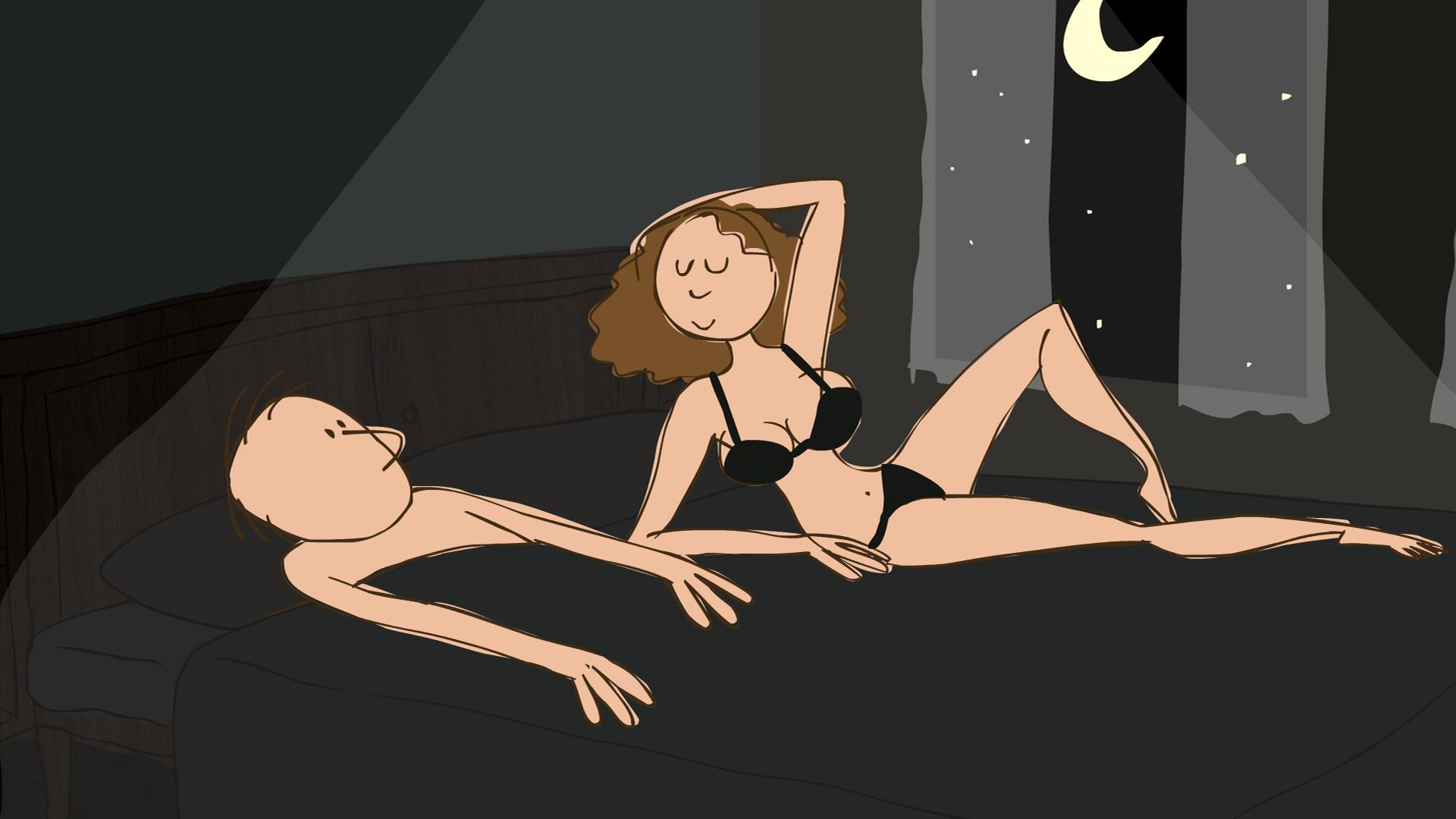
A su llegada a la India, el marido de Nina parece lejano.

### Paralelo contemporáneo
El elemento moderno, más personal de la parte contemporánea de la historia, es narrado mediante Squigglevision, la tosca y energética técnica de animación tradicional. Se transmite el tipo de inquietud inherente en la historia y consigue un tono universal más alegre, con sus versiones simples y altamente estilizadas de personajes y entornos.

## Producción
Además de los números centrales grabados por Hanshaw, la música fue proporcionada por Rohan, Rudresh Mahanthappa, Nik Phelps, Todd Michaelsen y Reena Shah del dúo My Pet Dragon y por el compositor Pierre-Jean Duffour, músico de la banda Masaladosa. Reena Shah contribuyó con la voz del personaje Sita, en adición a la coreografía y performance de secuencias de danza rotoscopiadas por Paley para la animación.

## Premios
Sita Sings the Blues ha ganado un número de premios.
- Berlinale (Festival Internacional de Cine de Berlín), febrero de 2008, Crystal Bear - Special Mention, Gen-14+, Alemania
- Annecy, junio de 2008, Cristal grand prix for best feature film Archivado el 3 de diciembre de 2010 en Wayback Machine., Francia
- Aviñón, junio de 2008, Prix Tournage for Best American Feature Film, Francia
- Athens International Film Festival, septiembre de 2008, Best Script Award, Grecia
- Ottawa International Animation Festival, septiembre de 2008, Honorable Mention for Best Animated Feature, Canadá
- Montreal's Festival du nouveau cinéma, octubre de 2008, Grand Prix Z Télé, Grand Prize chosen by the public, Canadá
- Expotoons, octubre de 2008, "First Mention" (runner-up), Feature Films, Buenos Aires, Argentina
- Leeds International Film Festival, noviembre de 2008, Golden Owl Competition - Special Mention, UK
- Asheville Film Festival, noviembre de 2008, Runner-up, Best Feature, Fiction, NC, USA
- Starz Denver Film Festival, noviembre de 2008, Fox 31 Emerging Filmmaker Award, CO, USA
- Gotham Independent Film Awards, diciembre de 2008, Best Film Not Playing at a Theater Near You Archivado el 11 de noviembre de 2009 en Wayback Machine., NYC, NY, USA
- Les Nuits Magiques, diciembre de 2008, Audience Award for Best Feature Film, Begles, Francia
- Santa Fe Film Festival, diciembre de 2008, Best Animation, NM, USA
- Boulder International Film Festival, febrero de 2009, Best Animated Film, CO, USA
- Film Independent’s Spirit Awards, febrero de 2009, Nominee, Acura Someone to Watch Award, Los Ángeles, CA, USA
- Fargo Film Festival, marzo de 2009, Ruth Landfield Award and Honorable Mention, Best Animation, ND, USA
- Festival Monstra, marzo de 2009 Jury’s Special Prize, Lisbon, Portugal
- Cairo International Film Festival for Children, marzo de 2009, Jury’s Special Mention, Cairo, Egipto
- Tiburón International Film Festival, marzo de 2009, Best Animation, Tiburón, CA, USA
- Big Cartoon Festival, marzo de 2009, Grand Prix Sirin, Krasnoyarsk, Rusia
- Animabasaui5, marzo de 2009, Jury Special Award, Bilbao, España
- Akron Film Festival, abril de 2009, Best Feature Film, Akron, OH, USA
- Philadelphia CineFest, abril de 2009, Archie Award for Best First Time Director, Philadelphia, PA, USA
- Salem Film Festival, abril de 2009, Grand Jury Award Archivado el 24 de febrero de 2012 en Wayback Machine., Salem, OR, USA
- Indian Film Festival of Los Angeles, abril de 2009, Jury Award for Best Narrative Feature, Los Angeles CA, USA
- Talking Pictures Festival, mayo de 2009, Best Animated Film, Evanston, IL, USA
- Connecticut Film Festival, junio de 2009, Best Animated Film (enlace roto disponible en Internet Archive; véase el historial, la primera versión y la última)., Danbury, CT, USA
- Festival Internacional de Cine DerHumALC, junio de 2009, Signis Award, Best Film of the Official Competition, Buenos Aires, Argentina
- Indianapolis International Film Festival, julio de 2009, American Spectrum, Best Feature, Indianápolis, IN, USA